# 大观镇 (都江堰市)
大观镇，是中华人民共和国四川省成都市都江堰市曾经下辖的一个镇。地处世界文化遗产青城山南侧，幅员面积18平方公里。2019年12月，撤销大观镇、安龙镇，将原大观镇和原安龙镇所属行政区域划归青城山镇管辖

## 行政区划
大观镇撤销前下辖以下地区：
大观社区、茶坪社区村、红梅社区村、欣禾社区村、双乐社区村、大通社区村、丽江社区村、桃源社区村、艳景社区村、宿仙社区村、两河社区村和荷园社区村。